# Orquestra Sinfônica de Lahti

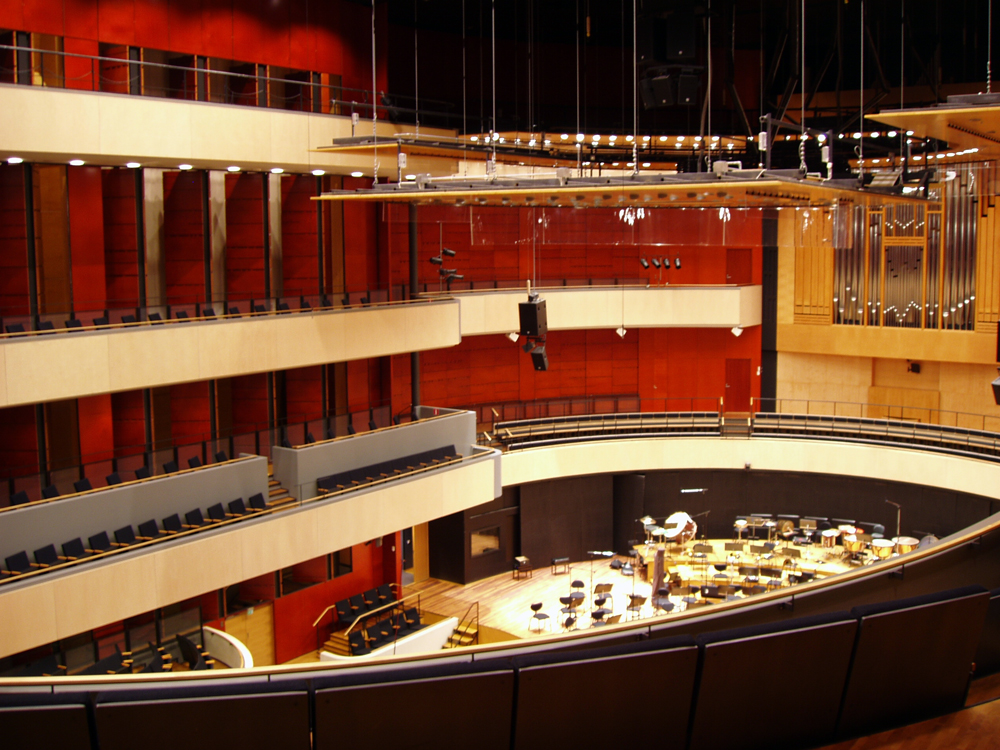
A Sala Sibelius é a sala de concertos da Orquestra Sinfónica de Lahti.

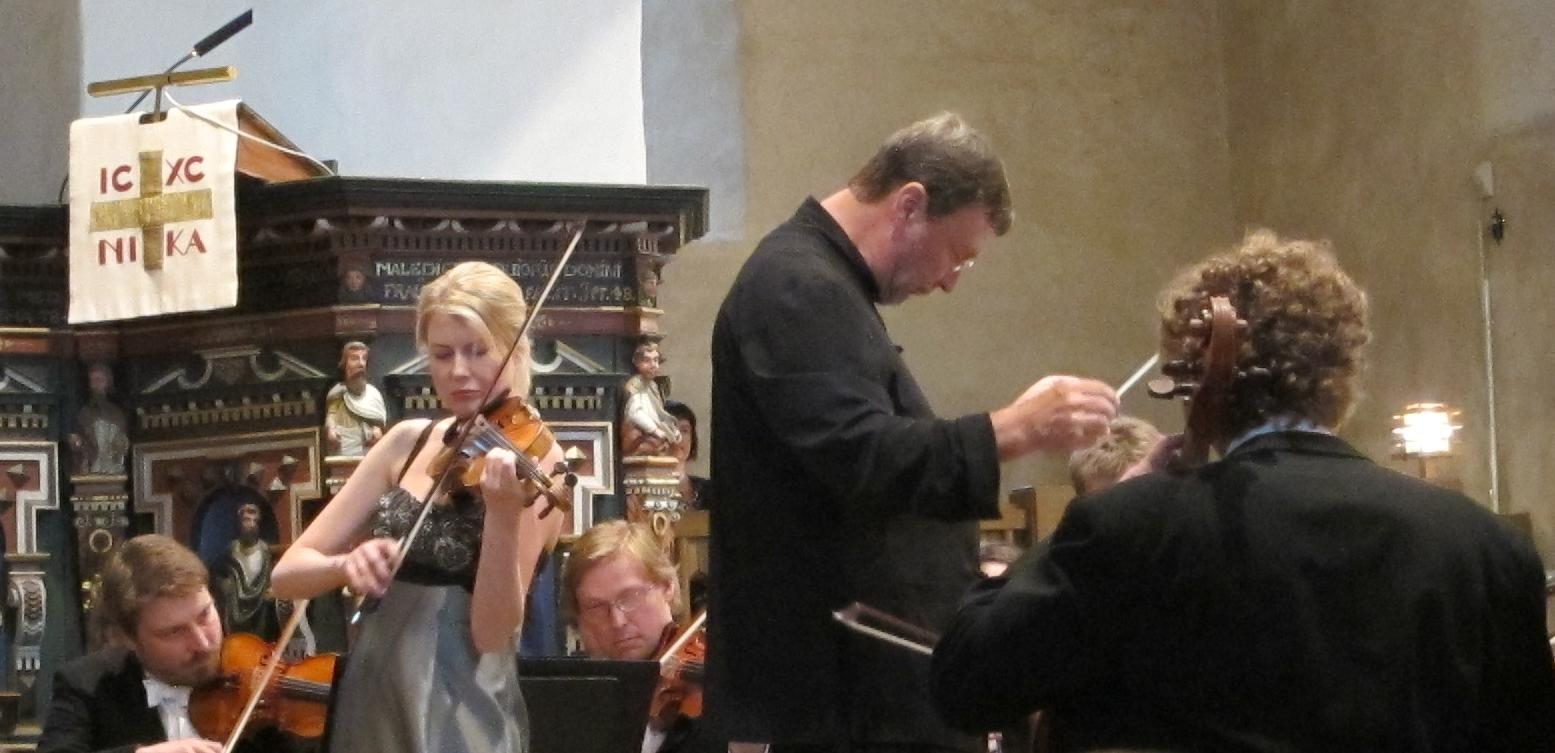
Okko Kamu, maestro, dirige a Festa da Música de Naantali em 2011. Violonista Elina Vähälä.

A Orquestra Sinfónica (português europeu) ou Sinfônica (português brasileiro) de Lahti (em finlandês:  Sinfonia Lahti) é uma orquestra finlandesa, baseada na cidade de Lahti. 
A orquestra foi fundada em 1910. Passaram pela orquestra, os maestros: Martti Similä  (1951-1957), Urpo Pesonen (1959-1978), Jouko Saari (1978-1984), Ulf Söderblom (1985-1988), Osmo Vänskä (1988-2008), Jukka-Pekka Saraste (2008-2011), Okko Kamu (2011-2016), Dima Slobodeniouk (2016). Osmo Vänskä dirigiu a orquestra dando-lhe grande notoriedade internacional, nomeadamente com os registos da obra de Jean Sibelius. 

## Maestros diretores
- Martti Similä (1951-1957)
- Urpo Pesonen (1959-1978)
- Jouko Saari (1978-1984)
- Ulf Söderblom (1985-1988)
- Osmo Vänskä (1988-2008)
- Jukka-Pekka Saraste (2008-2011)
- Okko Kamu (2011-2016)
- Dima Slobodeniouk (2016-)